# Keserűfűfélék
A keserűfűfélék, régebben sóskafélék (Polygonaceae) a szegfűvirágúak (Caryophyllales) rendjének Polygonineae alrendjébe tartozó növénycsalád. Névadó nemzetsége a Polygonum (keserűfű). Ismertebb nemzetségei még a Fagopyrum (hajdina), Rumex (sóska) és Rheum (rebarbara). A család neve a fajok megduzzadt szárcsomóiból származik („poly” = sok, „goni” = térd vagy ízület), bár egyes értelmezések szerint itt a „goni” magot jelent, és így a csoport neve arra utal, hogy sok magot termő növények tartoznak ide. Az előbbi változattal összhangban régi, illetve népies magyar nevei is a tagolt szárra utalnak: szárbütykűfű, göcsfű, sok térdű fű, száz bötköjű fű.
A Királyi Botanikus Kertek adatbázisa szerint a család 43 nemzetséget és mintegy 1100 fajt számlál. Fajszám szerint a legnagyobb nemzetségek az Eriogonum (250 faj), Polygonum (200 faj), Rumex (200 faj), Coccoloba (120 faj) és Calligonum (80 faj).
A család kozmopolita elterjedésű, de biodiverzitásának csúcsát a mérsékelt égöv alatt éri el.

## Rendszertan
A család jól meghatározott, és a legtöbb rendszertani leírásban szerepel, de rendszertani pozíciója kevésbé egyértelmű.  Például a Cronquist-rendszerben saját rendet kapott (Polygonales), újabb rendszerekben, mint az APG a Caryophyllales részeként kezelik. A Plumbaginaceae testvércsoportja.
A keserűfűfélék két alcsaládra oszthatók:
- Polygonoideae, mintegy 28 nemzetséggel és 800 fajjal. Jellemző rájuk a fészekpikkelyek (involucre) hiánya és a pálhakürtő (ochrea) jelenléte. Fontos nemzetségei a Polygonum, a Rumex és a Calligonum.
- Eriogonoideae, mintegy 330 fajjal. Kizárólag az Újvilágban találhatók meg, jellemző rájuk a fészekpikkelyek (involucre) jelenléte, a bogas virágzat és a pálhakürtő (ochrea) hiánya. Fontos nemzetségei az Eriogonum és a Coccoloba.

## Jellemzésük

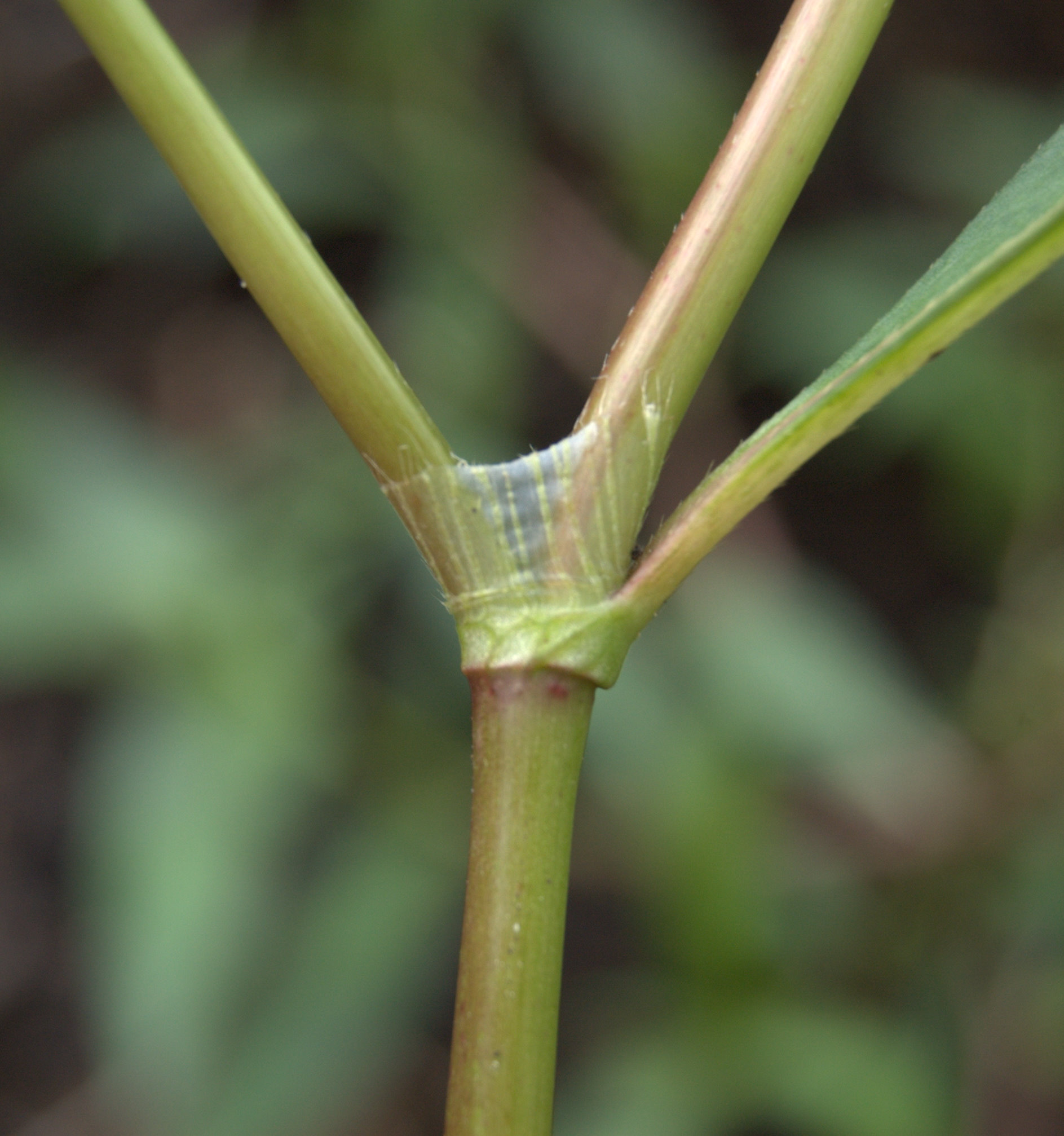
Baracklevelű keserűfű ochreája

A legtöbb keserűfűféle lágy szárú, évelő növény, de kisebb cserjék (pl. Coccoloba) és kúszónövények (pl. Antipogon) is vannak köztük. Száruk jól láthatóan részekre tagolt, duzzadt szárcsomókkal.
Egyszerű, váltakozó állású leveleik mellett egyedi a családban a pálhakürtő előfordulása. Azokon a fajokon, ahol a szárat nem övezi pálhakürtő, a virágzat bogas. Lepelszerű, apró virágaik ritkán színesek, általában kétneműek és aktinomorfak. A lepel két-, három- vagy öttagú, egy- vagy kétkörű. Virágzás után a csészelevelek gyakran hártyaszerűen körülveszik a fejlődő termést. A porzót 3-8 szabadon álló, vagy tövüknél összenőtt porzólevél alkotja. A magház felső állású, alapi placentációval, 2-4 bibével. A termés egymagvú makkocska. Szélmegporzáson kívül rovarmegporzás is előfordul a családban.

## Fontosabb nemzetségek
| - Afrobrunnichia - Antigonon - Antipogon - Aristocapsa - Atraphaxis - Brunnichia - Calligonum - Centrostegia - Chorizanthe - Coccoloba - Dedeckera - Dodecahema | - Emex - Eriogonum - Fagopyrum - Fallopia - Gilmania - Goodmania - Gymnopodium - Harfordia - Hollisteria - Knorringia - Koenigia - Lastarriaea | - Leptogonum - Mucronea - Muehlenbeckia - Nemacaulis - Neomillspaughia - Oxygonum - Oxyria - Oxytheca - Parapteropyrum - Persicaria - Podopterus - Polygonella | - Polygonum - Pteropyrum - Pterostegia - Rheum - Rumex - Ruprechtia - Stenogonum - Symmeria - Systenotheca - Triplaris |

## Ismertebb magyarországi fajok
- ártéri japánkeserűfű (Fallopia japonica, Reynoutria japonica)
- fodros lórom (Rumex crispus)
- juhsóska (Rumex acetosella)
- madárkeserűfű (porcsinkeserűfű, Polygonum aviculare)
- mezei sóska (Rumex acetosa)
- Vadsóska ~ paréjlórom ~ angol sóska ~ lósóska, (Rumex patientia)
- hajdina ~ pohánka, (Fagopyrum esculentum)
- Szulák keserűfű (Fallopia convolvulus)
- lapulevelű keserűfű (Persicaria lapathifolia)

## Fordítás
- Ez a szócikk részben vagy egészben a Polygonaceae című angol Wikipédia-szócikk ezen változatának fordításán alapul.  Az eredeti cikk szerkesztőit annak laptörténete sorolja fel. Ez a jelzés csupán a megfogalmazás eredetét és a szerzői jogokat jelzi, nem szolgál a cikkben szereplő információk forrásmegjelöléseként.